# 주변 분포
확률론과 통계학에서 확률 변수들의 부분 집합의 주변 분포 (周邊分布) 란 그 부분 집합에 속한 확률 변수들의 확률 분포를 뜻한다. 이는 다른 확률 변수의 값을 무시한 부분 집합 속의 확률 변수의 분포를 알 수 있게 해준다. 이는 조건부 확률과 대비되는 부분이다.
위의 부분 집합에 속한 확률 변수들을 주변 변수라고 부른다. 이는 전체 확률 변수의 결합 분포를 기록한 표에서 각 행이나 열 단위로 원소들을 더한 값을 표의 주변에 써놓은 데에서 유래하였다.

## 같이 보기
- 결합분포